# 六島諸島
六島諸島（ろくとうしょとう）は、日本海に浮かぶ諸島。全域が山口県萩市に属する。北長門海岸国定公園に指定されている。萩六島（はぎろくとう）とも書かれる。

## 概要
山口県萩市の北に浮かぶ諸島であり、名前の通り6つの島から構成される。諸島の内、2018年時点で有人島なのは大島、相島、櫃島の3島であり、残る尾島、肥島、羽島は無人島である。かつては、尾島や肥島、羽島も有人島であったが、昭和40年代に相次いで無人島化している。
島々は阿武火山群に属する異なった時代に噴火した火山であり、溶岩台地が上部を残して水没したため島になる。玄武岩で構成されており、海食崖が発達している。2018年9月に日本ジオパークの内、萩ジオパークに指定された。

## 歴史
江戸時代には、長州藩浜崎宰判に属しており、この時期は1島1村であった。1889年（明治22年）に、町村制が施行されたことにより、諸島全域を村域とする六島村（山口県阿武郡）が発足した。1955年（昭和30年）に、六島村が萩市に編入され、諸島全域が萩市所属となった。1965年（昭和40年）から1968年（昭和43年）の間に肥島の最後の住人が離島し無人島化。1971年（昭和46年）に羽島の住人44人が離島し、無人島化。翌1972年（昭和47年）には尾島の住人26人が離島し無人島化している。

## 産業
葉タバコ、ナツミカン栽培が盛ん。大島では敷網や巻網を用いた漁業も営まれている。

## 地理
六島諸島に属する島々は下記の6島。
- 大島
- 相島
- 櫃島
- 尾島
- 肥島
- 羽島

## 交通
有人島である大島と相島については、萩海運により、萩港との間に定期船が就航している。残る有人島の櫃島および3つの無人島については、定期航路は存在しない。